# Tešova
Tešova – wieś w Słowenii, w gminie Vransko. W 2018 roku liczyła 94 mieszkańców.